# 遠見塚古墳
遠見塚古墳（とおみづかこふん） は、宮城県仙台市若林区遠見塚にある古墳。形状は前方後円墳。国の史跡に指定されている。
宮城県では雷神山古墳（名取市）に次ぐ第2位、東北地方では第5位の規模の古墳である。4世紀末-5世紀初頭（古墳時代中期）頃の築造と推定される。

## 概要
仙台平野中央部において、前方部を南方に向けて築造された前方後円墳である。一帯は竪穴集落遺跡の南小泉遺跡など、弥生時代から古墳時代の集落遺跡の分布が知られる地域になる。1968年（昭和43年）に発掘調査が行われたほか、1975年（昭和50年）には仙台市教育委員会により環境整備計画にともなう確認調査が行われている。
墳丘のうち後円部は2段築成で、全体の墳丘長は110メートルを測る。前方部前面には国道4号仙台バイパスが横断する。仙台平野では、同時期に築造された雷神山古墳（名取市、168メートル）に次ぐ2番目の規模になる。墳丘周囲には濠がめぐらされていたが、その幅は一定ではない。葺石・埴輪は見つかっていない。
埋葬施設としては、後円部において一辺約数メートル・深さ約1.5メートルの竪穴墓壙が設けられ、墓壙内部には墳丘主軸と平行に東西に粘土槨2基が据えられた。粘土槨の内部には、割竹形木棺が納められたと推定される。さらに、排水溝を両方の槨の南端に作られ西から東へ水を流したほか、墓壙の上面は方形の盛り土で覆われた。副葬品としては、東槨からのみ小玉4点、管玉1点、竪櫛20点が出土している。なお古墳の外から土師器がみつかっており、7世紀頃までこの場所で祭祀が行われた形跡があるが、古墳との関連は明らかでない。
築造年代は、古墳の形態的特徴や、埋葬施設が竪穴式墓壙で粘土槨で割竹形木棺を覆っていること、また1977年（昭和52年）の調査で粘土槨周辺から底部穿孔朱塗りの「塩竃式期」の土師器が検出されたことなどから、4世紀末-5世紀初めと推定されている。この遠見塚古墳に関しては、広瀬川と名取川を挟んだ南方10キロメートルに位置する雷神山古墳との関係が注目されている。これらは宮城県で第1位・第2位の規模を誇り、いずれも大型前方後円墳の北方限界線に位置する古墳になる。これら2つの古墳の築造年代の前後は明らかとなっていないため、両古墳の関係には諸説がある。遠見塚古墳が先行する場合には、遠見塚古墳は雷神山古墳に先立って仙台平野を支配した広域首長の墓と見なされる一方、雷神山古墳が先立つまたは同時期の場合には、遠見塚古墳は雷神山古墳に従った首長の墓と推測される。
なお、この遠見塚古墳は、後世の一時期には畑などに利用されていた。戦後に日本を占領したアメリカ軍が1947年（昭和22年）に霞目飛行場拡張工事に使う土を取った際には、後円部の半分が破壊されている。1968年（昭和43年）11月8日には墳丘および周濠の大部分が国の史跡に指定され、公園として保存・整備された。1979年（昭和54年）12月には、後円部西方で周濠にかかる部分が国の史跡に追加指定された。現在、隣接する遠見塚小学校では古墳からの出土品を保存している。

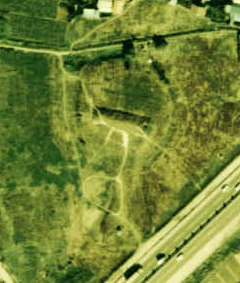
1975年度（昭和50年度）撮影の 斜めに横切る片側2車線の道は国道4号仙台バイパス。
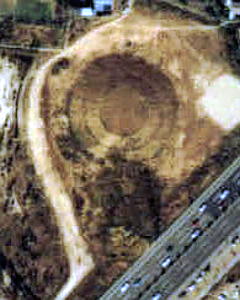
1984年度（昭和59年度）撮影の 斜めに横切る片側3車線の道は国道4号仙台バイパス。

- 1975年度（昭和50年度）撮影の国土交通省 国土地理院 地図・空中写真閲覧サービスの空中写真を基に作成
斜めに横切る片側2車線の道は国道4号仙台バイパス。
- 1984年度（昭和59年度）撮影の国土交通省 国土地理院 地図・空中写真閲覧サービスの空中写真を基に作成
斜めに横切る片側3車線の道は国道4号仙台バイパス。

## 墳丘
墳丘の規模は次の通り。
- 墳丘長：110メートル
- 後円部
  - 直径：63メートル
  - 高さ：6.5メートル
- 前方部
  - 幅：37メートル
  - 高さ：2.5メートル

## 文化財

### 国の史跡
- 遠見塚古墳 - 1968年（昭和43年）11月8日指定、1980年（昭和55年）3月14日に史跡範囲の追加指定[5]。